# New Canton
New Canton és una població del Comtat de Pike (Illinois) als Estats Units d'Amèrica.

## Demografia
Segons el cens del 2000 New Canton tenia 417 habitants, tenia 417 habitants, 176 habitatges, i 124 famílies. La densitat de població era de 206,4 habitants/km².
Dels 176 habitatges en un 33,5% hi vivien nens de menys de 18 anys, en un 54,5% hi vivien parelles casades, en un 9,7% dones solteres, i en un 29% no eren unitats familiars. En el 27,3% dels habitatges hi vivien persones soles el 16,5% de les quals corresponia a persones de 65 anys o més que vivien soles. El nombre mitjà de persones vivint en cada habitatge era de 2,37 i el nombre mitjà de persones que vivien en cada família era de 2,82.
Per edats la població es repartia de la següent manera: un 25,4% tenia menys de 18 anys, un 7,2% entre 18 i 24, un 29% entre 25 i 44, un 18,5% de 45 a 60 i un 19,9% 65 anys o més.
L'edat mediana era de 38 anys. Per cada 100 dones de 18 o més anys hi havia 82,9 homes.
La renda mediana per habitatge era de 24.583 $ i la renda mediana per família de 30.893 $. Els homes tenien una renda mediana de 31.094 $ mentre que les dones 15.893 $. La renda per capita de la població era d'11.571 $. Aproximadament el 17,8% de les famílies i el 19,9% de la població estaven per davall del llindar de pobresa.

## Poblacions properes
El següent diagrama mostra les poblacions més properes.